# Koilodepas brevipes
Koilodepas brevipes är en törelväxtart som beskrevs av Elmer Drew Merrill. Koilodepas brevipes ingår i släktet Koilodepas och familjen törelväxter.

## Underarter
Arten delas in i följande underarter:
- K. b. brevipes
- K. b. stenosepalum